# Slaan (schaken)
Binnen de spelregels van het schaken wordt onder slaan verstaan het wegnemen van een stuk van de tegenpartij. In het algemeen vindt slaan plaats doordat een zet wordt gedaan waarbij het schaakstuk wordt verplaatst naar een veld waarop zich het vijandelijke schaakstuk bevindt. Het vijandelijke schaakstuk is nu 'geslagen' en wordt van het schaakbord verwijderd.
Een uitzondering op de regel dat het stuk dat slaat de positie (veld) inneemt van het geslagen stuk wordt gevormd door en passant slaan bij pionnen.
Een tweede uitzondering die optreedt met betrekking tot slaan vindt eveneens plaats bij pionnen. Een pion mag bij een normale pionzet, dus 1 of 2 plaatsen naar voren, deze alleen uitvoeren, indien hiermee geen vijandelijk stuk wordt geslagen; als dit wel het geval zou zijn, dan is de betreffende zet niet toegestaan. Daarnaast is het zo dat het slaan door een pion schuin plaatsvindt, bijvoorbeeld van e3 naar f4. Het is niet toegestaan met een pion schuin te zetten als er niets wordt geslagen.
Een stuk valt een veld aan als dat stuk volgens de regels voor de loop der stukken een vijandelijk stuk op dat veld zou kunnen slaan, zelfs als dit niet werkelijk kan omdat men dan schaak komt te staan of blijft staan. Een stuk valt een stuk van de tegenstander aan als laatstgenoemd stuk op een veld staat dat door het eerstgenoemde stuk wordt aangevallen.
Het slaan van de vijandelijke koning komt zowel in een normale schaakpartij als bij snelschaken niet voor. Als een koning aangevallen staat, 'schaak' dus, dan is die speler verplicht om een zet te doen waardoor dit schaak weer wordt opgeheven. Indien dat niet mogelijk is, dan is er sprake van schaakmat, en is de partij beëindigd. Het daadwerkelijk slaan van de vijandelijke koning doet zich in geen van beide gevallen voor.
Het slaan van eigen materiaal is nooit toegestaan.